# Piazza Santa Barbara
La piazza Santa Barbara di Paternò, comune italiano della provincia di Catania, è una delle principali piazze della città siciliana, e una delle maggiori per estensione. Essa è collocata nella parte ovest del territorio paternese, nel centro storico, a ridosso del colle.

## Storia e descrizione
Un tempo denominato Piano della Maddalena, è una delle più antiche zone della città etnea, poiché sorse nella parte bassa già nel XVI secolo, quindi circa un secolo prima dell'avvio delle opere di urbanizzazione, che spostarono gradualmente l'abitato della città dalla rupe basaltica alla pianura sottostante.
Il quartiere si sviluppò attorno a una piccola chiesa intitolata a santa Maria Maddalena, che dal 1583 fu intitolata a Santa Barbara, Patrona della città dal 1576, il cui culto era ospitato nell'odierna chiesa della Madonna dell'Itria. Il tempio, collocato nella parte centrale della piazza, subì successive opere di ingrandimento fino al 1781, quando fu realizzato il prospetto. L'edificio dà quindi il nome alla piazza e al quartiere in cui è situato.
La piazza ha forma irregolare, ed oltre alla chiesa di Santa Barbara situata nell'ala est, vi sono concentrati altri edifici religiosi, la chiesa del Carmine, nella parte superiore, e la chiesa del Pantheon, nella parte inferiore. 
Nel lato opposto alla Cattedrale, ovvero nell'ala ovest, sorge il Monumento ai Caduti in memoria dei militari paternesi della prima guerra mondiale, costruito nel 1931. Fino all'anno precedente, vi era situata la fontana del Dio Simeto, realizzata nel 1908 dallo scultore Michele Cannavò, e poi demolita. Questo monumento sostituì all'epoca una preesistente fontana di autore ignoto risalente presumibilmente al XIX secolo, situata invece nella parte centrale della piazza, andata poi in rovina a causa di incuria e vandalismo.
Presenta degli spiazzi alberati, e oltre ai monumenti, la zona è caratterizzata dalla presenza di edifici civili di modesto valore architettonico - riconducibile allo stile eclettico con elementi neoclassici - e svolge un importante ruolo nel traffico cittadino.
La strada prospiciente allo spiazzale della Cattedrale è sufficientemente larga per consentire la circolazione a doppio senso di marcia nel tratto che conduce all'adiacente piazza Umberto I. La piazza inoltre, costituisce una delle principali zone di accesso alla "collina storica", poiché nella sua parte inferiore apre la via Virgillito Bonaccorsi. Nella sua ala est, apre la via Monastero, dove è situata la loggia dell'ex monastero dell'Annunziata, oggi biblioteca comunale, e nell'ala sud-est la via Santa Caterina. Il manto stradale è realizzato in pietra lavica.
Nel corso degli anni ha subito diversi lavori che tuttavia non hanno comportato particolari modifiche tali da incidere significativamente sul suo aspetto, rimasto pressoché intatto.